# اندیس جنوب شرق کلاته بام
جنوب شرق کلاته بام یک اندیس فلزی است که در حوالی شهر مشکان استان خراسان قرار دارد و مادهٔ معدنی موجود در آن، مس است.سنگ میزبان این اندیس آندزیت ، تراکی آندزیت است  در این اندیس، پاراژنز‌های کوارتز ، کلسیت یافت می‌شوند.